# Afghanische Volleyballnationalmannschaft der Männer
Die afghanische Volleyballnationalmannschaft der Männer ist eine Auswahl der besten afghanischen Spieler, die die Afghanistan Volleyball Association  bei internationalen Turnieren und Länderspielen repräsentiert.

## Geschichte

### Weltmeisterschaften
Afghanistan hat bisher nie an einer Weltmeisterschaft teilgenommen.

### Olympische Spiele
Afghanistan konnte sich bisher nicht für Olympische Spiele qualifizieren.

### Asienmeisterschaften
Afghanistan nahm zum ersten Mal 2011 an der Asienmeisterschaft im Iran teil, wo die Mannschaft das Turnier auf Platz fünfzehn beendete. 2013 landete man auf Platz zwanzig.

### World Cup
Am World Cup war Afghanistan bisher nicht beteiligt.

### Weltliga
Auch in der Weltliga hat Afghanistan  noch nicht mitgespielt.